# Camp de futbol de Coia
El Camp de futbol de Coia, o Coya com també era conegut, era un recinte esportiu dedicat al futbol de la ciutat de Vigo.
Fou la seu del club Celta de Vigo i del seu predecessor Real Vigo Sporting Club entre el 9 de febrer de 1908 i el desembre de 1928.
El 14 de maig de 1922 fou la seu de la final de la copa del rei de 1922 entre el FC Barcelona i el Real Unión (5-1).
El darrer partit que s'hi jugà fou un encontre de quarts de final de la Copa d'Espanya el 9 de desembre de 1928, enfront la Reial Societat, amb victòria del Celta per 2-1.